# Джованні Амендола
Джованні Амендола (італ. Amendola; 1882–1926) — італійський політик; ліберальний демократ, з 1924 на чолі антифашистської опозиції, так званого авентинського блоку; помер після побиття фашистським військовим загоном.